# Windhoek
Windhoek (németül Windhuk, ez egyúttal nevének magyar kiejtése is) Namíbia fővárosa és egyben legnagyobb városa. Itt található az ország közigazgatásának központja. Nevét a holland telepesektől kapta, jelentése „szélsarok”.

## Lakossága
| Lakosok száma | 233 529 | 322 500 | 325 858 | 334 580 | 395 000 | 431 000 |
|               | 2001    | 2010    | 2011    | 2012    | 2016    | 2020    |

## Földrajz
Windhoek Namíbia közepén, a tőle keletre fekvő Kalahári-medence közelében fekszik.

### Éghajlat
Windhoek félszáraz (semi-arid) éghajlattal rendelkezik, az éves átlaghőmérséklet 19,5 °C. Alacsony dombok veszik körül, átlagmagassága tengerszint felett 1660 m.
A téli hónapokban (június, július és augusztus folyamán) alig fordul elő esőzés. Az átlagos éves csapadékmennyiség 360 milliméter mely igen kevés, így a természetes növényzet főképp bozótos és sztyepp.
| Hónap                         | Jan. | Feb. | Már. | Ápr. | Máj. | Jún. | Júl. | Aug. | Szep. | Okt. | Nov. | Dec. | Év   |
| ----------------------------- | ---- | ---- | ---- | ---- | ---- | ---- | ---- | ---- | ----- | ---- | ---- | ---- | ---- |
| Rekord max. hőmérséklet (°C)  | 36,0 | 34,0 | 34,0 | 31,0 | 32,0 | 26,0 | 25,0 | 29,0 | 33,0  | 34,0 | 36,0 | 36,0 | 36,0 |
| Átlagos max. hőmérséklet (°C) | 30,5 | 29,1 | 27,8 | 26,2 | 23,7 | 21,0 | 21,3 | 23,9 | 27,6  | 29,7 | 30,4 | 31,6 | 26,9 |
| Átlagos min. hőmérséklet (°C) | 17,8 | 17,2 | 16,1 | 13,2 | 10,0 | 7,1  | 7,0  | 9,0  | 12,6  | 15,0 | 16,2 | 17,3 | 13,2 |
| Rekord min. hőmérséklet (°C)  | 9,0  | 7,0  | 4,0  | 2,0  | −2,0 | −3,0 | −3,0 | −4,0 | −1,0  | 2,0  | 1,0  | 3,0  | −4,0 |
| Átl. csapadékmennyiség (mm)   | 91   | 87   | 69   | 32   | 6    | 1    | 0    | 1    | 4     | 11   | 25   | 33   | 360  |

## Történelem

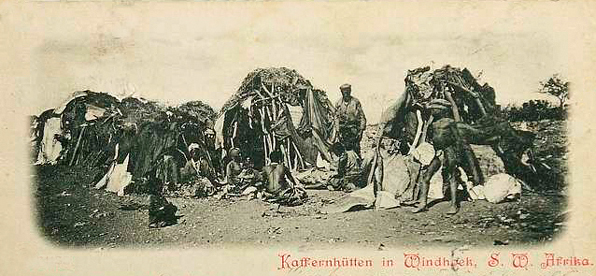
Windhoekban a 19. század végén

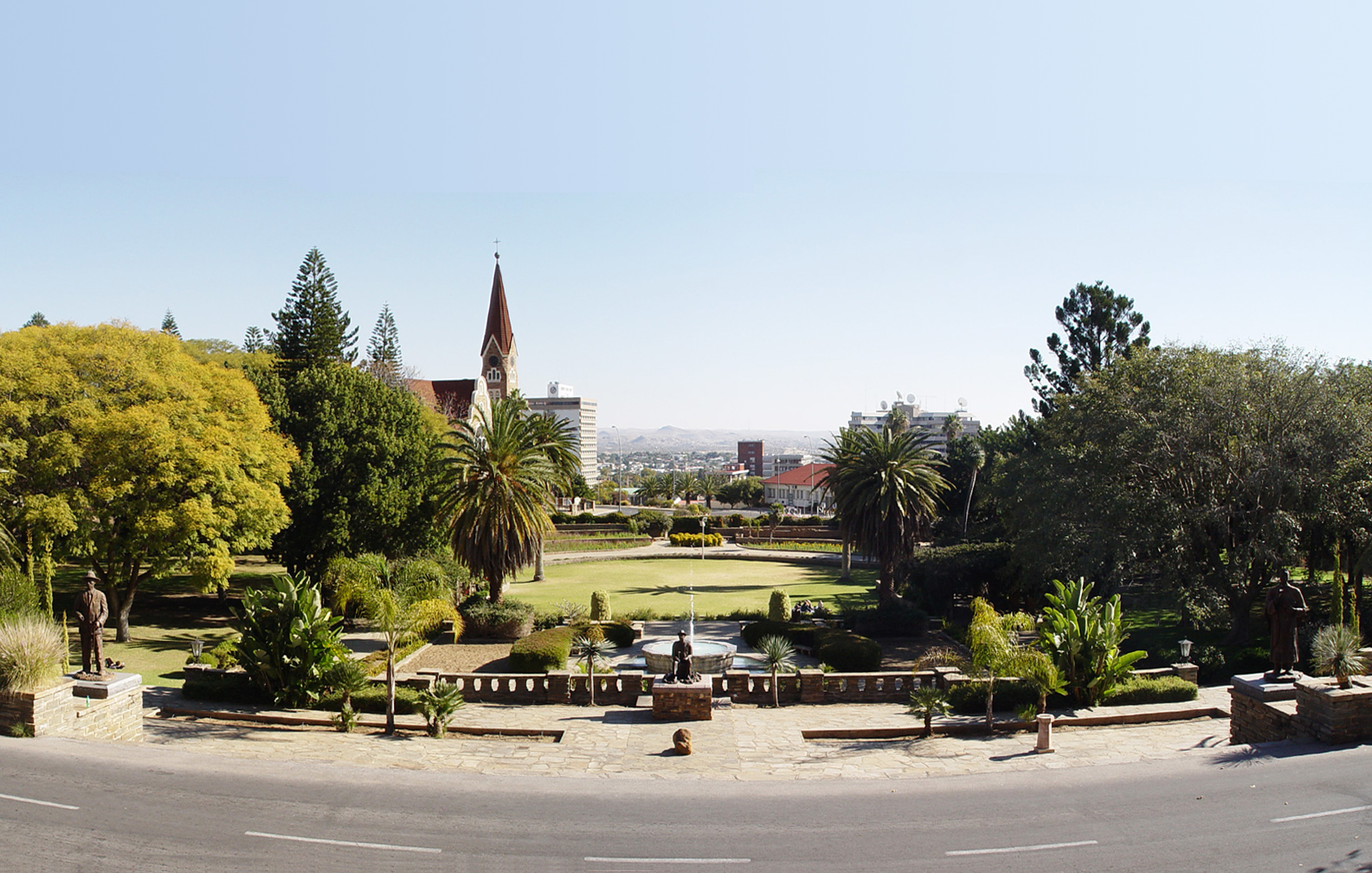
Park Windhoek belvárosában

A várost a 19. században alapították. A település csak a mai Kis-Windhoek-ra terjedt ki.
1890. október 18-án a német katona, Curt von François letette a mai város alapkövét. 1891-ben lett Német Délnyugat-Afrika fővárosa.
1990-ben a független Namíbia fővárosa lett. Ma a város Afrika egyik legtisztább fővárosa.

## Városrészek
Windhoek-ot kettéosztja az Independence Ave (sugárút), ami mentén üzletek és hivatalok találhatók. Vásárlási központnak tekinthető a Post st. és a hozzá közeli Gustav Voigts centrum, a Wernhil Park, és a Levinson Arcade. Az állatkert a fő postahivatal közelében található.
Windhoek városrészei:
- Academia
- Dorado Park
- Eros
- Hochland Park
- Katutura
- Kis-Windhoek
- Khomasdal
- Olympia
- Pioneers Park
- Suiderhof
- Windhoek-North
- Windhoek-West
- Central

## Gazdaság
A város az ország gazdasági fővárosa is. Az országban több dél-afrikai cég is be van jegyezve.

## Közlekedés
A város jelentős közlekedési csomópont, több vasút- és főútvonal is áthalad rajta. Nemzetközi repülőtere a Hosea Kutako nemzetközi repülőtér, mely 42 km-re keletre fekszik a város központjától, és 1719 m-es kifutóval rendelkezik.
Naponta indulnak repülőjáratok Fokváros és Johannesburg felé, hetente 2x Londonba és Frankfurtba. További repülőjáratok vannak Maun (Botswana), és Victoria Falls felé (Zimbabwe).
Az Eros repülőtér, ami a várostól délre fekszik, a helyi légiforgalmat bonyolítja le.

## Látnivalók
- Krisztus temploma (1910)
- Tintenpalast
- Heinitzburg, Schwerinsburg és Sanderburg várak.

## Turizmus
Windhoek nappal teljesen biztonságosnak tekinthető, de éjszaka nem tanácsos egyedül mászkálni.
A metrikus rendszert használják többek között a súly és a távolság mérésére.  A fogyasztói elektromos feszültség 220-240 V, 50 Hz-es, a Dél-Afrikában alkalmazott két- vagy hárompólusú, kerek dugóval.